# Cuộc vây hãm Soissons
Cuộc vây hãm Soissons là một cuộc vây hãm trong cuộc Chiến tranh Pháp-Phổ, diễn ra từ cuối 11 tháng 9 (chính xác là ngày 12 tháng 10) cho tới ngày 16 tháng 10 năm 1870 tại Pháp. Đội quân trú phòng do Công tước de Fitzjames chỉ huy của thành phố Soissons, sau cuộc bao vây kéo dài 3 tuần và một cuộc pháo kích dữ dội từ các ngọn đồi trong vòng 4 ngày, đã đầu hàng Quân đội Đức (gồm hàng chục vạn binh sĩ) dưới quyền chỉ huy của Đại Công tước Friedrich Franz II xứ Mecklenburg. Trong trận vây hãm này, Soissons đã bị phá hủy rất nặng nề. Trận vây hãm Soissons cũng ghi dấu một cuộc giao chiến quyết liệt giữa lực lượng Quân đội Đức và Pháp, trong đó không hề có sự tha thứ dành cho những binh sĩ bị thương. Với chiến thắng này, Quân đội Phổ đã thu giữ được một số lượng lớn quân trang quân dụng dự trữ của đối phương.
Soissons vốn đã từng rơi vào tay quân Phổ năm 1814 trong cuộc Chiến tranh Napoléon. Sau trận Sedan, Tập đoàn quân Maas của Đức đã tiếp tục cuộc hành binh của mình về Paris, và đội tiền binh của Quân đoàn số IV của Phổ, một phần thuộc biên chế tập đoàn quân này, đã đến trước pháo đài Soissons vào ngày 11 tháng 9 năm 1870. Người trấn thủ của Soissons đã khước từ lời đề nghị rút lui của Thiếu tá von Wittich thuộc Bộ Tổng tham mưu Đức, và địa thế của khu vực cho thấy rằng để vây hãm pháo đài, người Đức cần phải chuẩn bị thật chu đáo. Do cuộc tiến quân đến Paris cần phải diễn ra nhanh chóng, các đội hình của Quân đoàn số IV của Phổ được lệnh đi khỏi khu vực trong thời gian này, và Soissons chỉ được đặt dưới sự giám sát của người Đức cho đến khi Sư đoàn Landwehr số 2 của tướng Selchow – người có trọng trách phong tỏa Soissons – đến nơi này. Vào cuối tháng 9, sư đoàn này đã xuất hiện tại khu vực này, và trong giai đoạn đầu quân Đức chưa thể hoàn tất cuộc phong tỏa do khan hiếm binh lực, do đó quân Pháp có thể quấy nhiễu đối phương ở bờ phải sông Aisne. Song, quân đội Đức đã đẩy lùi được các cuộc phá vây của đối phương. Vào ngày 28 tháng 9 năm 1870, các tiểu đoàn Landwehr của Đức đã đập nát một cuộc phá vây quy mô lớn của quân Pháp. Trong khi đó, một quân đoàn vây hãm của Đức đã được thành lập. Đầu tháng 10, một cuộc phá vây khác của quân Pháp cũng không thành, và về sau quân Đức đã thắt chặt vòng vây của mình hơn và cuộc phong tỏa đã trở nên hoàn chỉnh.
Vào ngày 11 tháng 10, 26 khẩu công thành pháo của Phổ đã được đưa đến từ Toul, và vào ngày 12 tháng 10, cuộc công pháo đã bắt đầu dưới sự giám sát của Đại Công tước xứ Mecklenburg – vị chỉ huy tối cao của quân đoàn vây hãm. Quân Pháp đã chống trả quyết liệt nhưng sức mạnh của lực lượng Pháo binh Phổ đã làm câm tịt trận tuyến của đối phương. Hôm sau, một lỗ hổng đã xuất hiện và Pháo binh Pháp trong pháo đài đã đuối đi. Quân Pháp tăng cường số lượng hỏa pháo của mình vào ngày 14 tháng 10 năm 1870, và trong hôm đó các khẩu đội pháo mang trọng trách bắn thủng thành lũy đã giành nhiều thắng lợi. Vào ngày 15 tháng 10, Pháo binh Phổ lại quét tan những sửa sang của người Pháp và đã chuẩn bị tập kích. Người chỉ huy đạo quân trú phòng của Pháp đã tiến hành đàm phán với quân Đức, và phải đầu hàng. Vào ngày 16 tháng 10, các lực lượng Đức đã chiếm đóng cổng thành, bắt sống hơn 3.000 binh lính đồng thời phóng thích hàng nghìn lính Garde Mobile thuộc đạo quân đồn trú. Mặc dù các cuộc pháo kích đã diễn ra khốc liệt, pháo binh công thành của Đức chỉ bị thiệt hại nhẹ. Sau thắng lợi, quân đội Đức đã dời ga cuối đường sắt mang tính chiến lược của họ lên từ Château-Thierry.